# Stade Santa Maria Goretti
Le Stade de Rugby Benito Paolone (en italien : Stadio del Rugby Benito Paolone), auparavant connu sous le nom de Stade Santa Maria Goretti (en italien : Stadio Santa Maria Goretti), est un stade omnisports italien (servant principalement pour le rugby à XV et le football américain) situé dans la ville de Catane, en Sicile.
Le stade, doté de 6 000 places, sert d'enceinte à domicile à l'équipe de rugby à XV de l'Amatori Catane, ainsi qu'à l'équipe de football américain des Éléphants de Catane.

## Histoire
Le stade porte le nom de la sainte catholique Maria Goretti. En 2014, il est rebaptisé Stade de Rugby Benito Paolone en hommage à un des pionniers du rugby catanais, fondateur, entraîneur et dirigent du club de rugby de l'Amatori Catane,.

## Événements

### Matchs internationaux de rugby à XV
| Date             | Compétition                                              | Équipes                      | Score | Affluence |
| ---------------- | -------------------------------------------------------- | ---------------------------- | ----- | --------- |
| 2 avril 1977     | Trophée européen FIRA de rugby à XV 1976-1977            | Italie — Pologne             | 29-3  | —         |
| 1er octobre 1994 | Qualifications pour la Coupe du monde de rugby à XV 1995 | Italie — Roumanie            | 24-6  | —         |
| 25 octobre 1995  | Tournée néo-zélandaise de 1995                           | Italie A' — Nouvelle-Zélande | 21-51 | 8000      |
| 19 octobre 1996  | Tournée australienne de 1996                             | Italie A' — Australie        | 19-55 | 7000      |